# Oxalosi
L'oxalosi és una malaltia causada pel dipòsit d'oxalat de calci als teixits. Es produeix de manera primària per una disposició hereditària i de manera secundària, generalment, en associació amb insuficiència renal crònica.

## Oxalosi primària
És una malaltia genètica de caràcter autosòmic recessiu. Es classifica en dos tipus. El tipus 1 s'anomena Acidúria glicocòlica. És causada per l'absència d'activitat de l'enzim alfa cetoglutarat-glicoxilat carboxilasa. El tipus 2 és la Acidúria 1-glicèrica causada pel defecte a la D-glicerat deshidrogenasa-glioxilat reductasa.
L'excessiva producció d'oxalat causada pels trastorns enzimàtics provoca una acumulació a diversos teixits. Així, per exemple, es produeix una nefrolitiasi i també es produeix una nefrocalcinosi, el que provoca al pacient una insuficiència renal progressiva amb elevació de les xifres en sang d'urea. De la mateixa manera, es produeixen lesions als ulls, als ossos i als teixits tous, així com a les arterioles. Es tracta d'una malaltia sense prevalença i es manifesta de la mateixa manera en nens que en nenes.
Les manifestacions clíniques solen aparèixer abans dels cinc anys i predominen a l'aparell urinari, secundàries a l'acumulació renal dels cristalls d'oxalat de calci, el que produeix càlculs renals i infeccions urinàries, i també calcificacions parenquimatoses als ronyons.

### Radiologia
Pel que fa a les característiques radiològiques, s'observen unes característiques bandes escleroses transversals de forma irregular a les metàfisis dels ossos tubulars, com fèmur, tíbia, peroné, húmer, metacarpians i metatarsians i també a les falanges.
Aquestes bandes s'estenen fins i tot a les epífisis, observant zones radiolucents estretes que poden reemplaçar les imatges denses entre l'epífisi i la metàfisi. Aquest fet simula l'efecte de la samarreta de rugbi.
El dipòsit d'oxalat també es pot trobar als lligaments i als teixits tous del raquis, contribuint a la patologia degenerativa a l'estenosi del canal medul·lar.
És típica la configuració en escuradents de tambor a les mans dels malalts afectats. En els casos avançats ens trobaríem en les troballes típiques d'osteodistròfia renal.

### Patologia
Les zones escleroses són dipòsits de cristalls d'oxalat de calci, el que provoca una reacció de cèl·lules gegants i per tant, inflamatòria, com a reacció a un cos estrany i això porta a la formació d'os nou. És a dir, els dipòsits massius d'oxalat de calci provoquen una reabsorció de trabècules, provocant lesions cístiques, fractures i deformitats.

## Oxalosi secundària
Es tracta d'una complicació provocada per altres malalties, principalment de lesions renals, encara que també pot ésser produïda per la ingesta de substàncies que contenen oxalat (ió), la formació d'oxalat per Aspergillus Niger, trastorns intestinals que cursen amb síndromes de mala absorció, diarrees… També es pot produir per dèficits de Tiamina i Piridoxina, que són substàncies que inhibeixen el metabolisme del Glioxilat i per tant, augmenten la producció de l'oxalat.
L'excreció de l'oxalat de calci es realitza als ronyons i per tant, la insuficiència renal s'acumula als teixits, predominantment als ronyons, encara que també a la glàndula tiroide, limfàtics, cervell, dentina, miocardi, arterioles i al sistema esquelètic.

### Radiologia
Existeix una notable desorganització trabecular, amb imatges de radiodensitat, així com imatges cístiques radiològiques. També existeixen bandes d'osteoporosis juxtaarticular, així com calcificacions capsulars, condrocalcinosi, encara que no relacionada amb la malaltia per dipòsit de dirofosfat de calci dihidratat. Les manifestacions radiològiques no són característiques de l'esmentada malaltia, ja que són impossibles de diferenciar amb altres malalties com la condrocalcinosi, la malaltia per hidroxapatita càlcica, l'hiperparatiroïdisme secundari i fins i tot la destrucció discal tampoc pot diferenciar-se de la causada per altres malalties. Una altra de les característiques radiològiques de l'oxalosi, tant de la forma primària com de la secundària, com és l'esclerosi metafisària, pot ésser també trobada en la nefropatia crònica sense dipòsit d'oxalat.